# Духан, Абрам Григорьевич
Абрам Григорьевич Духан (6 марта 1924, Минск — 14 февраля 1979, Минск) — архитектор.

## Биография

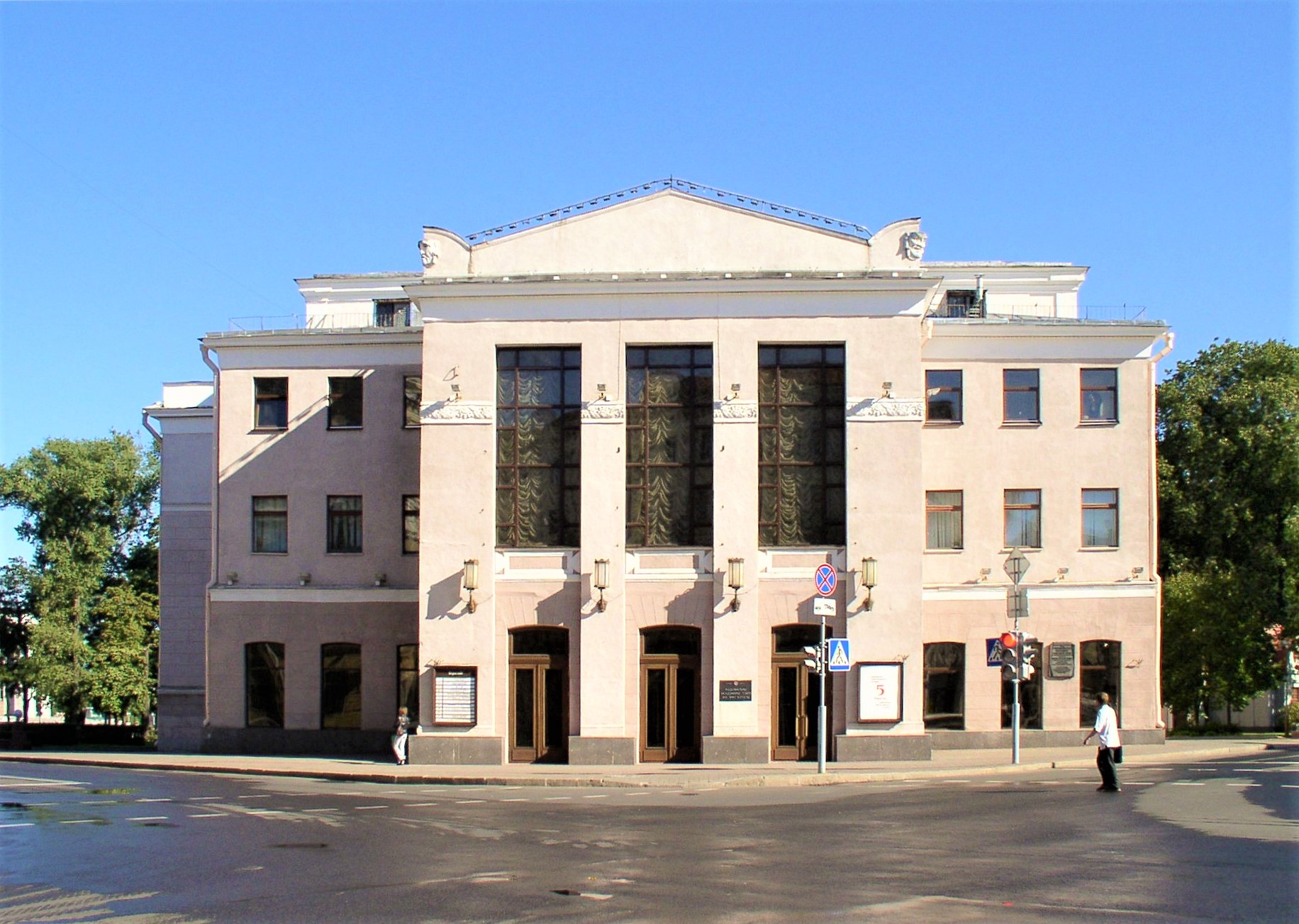
Здание театра им. Янки Купалы в Минске

Отец — Григорий Абрамович Духан (1897—1945) — видный медицинский деятель содействовал в формировании системы белорусского советского здравоохранения (в 1920-1940-х гг.)

## Избранные реализованные проекты
- Административно-жилой дом Комитета промышленных резервов БССР. Ул. Урицкого, № 3 (теперь ул. Городской Вал, №3) Минск. (проектирование 1949 г., строительство 1950—1951 гг.)
- Главпочтамт на площади Независимости в городе Минск (совместно с В.А. Королем). (проект 1950-1954 гг., строительство 1955-1956 гг.)
- Центральный телеграф (Белтелеком) на Октябрьской площади в городе Минск (совместно с В.А. Королем). (проект 1953-1954 гг., строительство 1955-1956 гг.)
- Здание издательства ЦК КПБ. Проспекте Независимости, № 77, Минск. (проектирование 1955 г., строительство — 1966 г.).
- Главный корпус Белорусского государственного университета на площади Независимости в городе Минск. (проект 1957-1958 гг., строительство 1961-1962 гг.)
- Ансамбль головной части проспекта Победителей (бывшая Парковая магистраль), соавторы В. Кисель, А. Красовский. (проект 1968-1969 гг., строительство 1978-1979 гг.)